# BBC Sport
BBC Sport este un departament al BBC North diviziune ce oferă acoperire sportivă pentru Televiziunea BBC, Radio BBC și BBC Online. BBC deține drepturile de emisie tele și radiodifuzată, în Marea Britanie, pentru câteva sporturi, difuzând live evenimente și programe ca Match of the Day, Test Match Special, Ski Sunday, Today at Wimbledon, anterior și Grandstand. Rezultatele, analizele și înregistrările fsunt adăugate pe site-ul web BBC Sport.

## Vezi și
- BBC
- BBC News

## Legături externe
- Site-ul BBC Sport
- BBC Sport pe Facebook
- BBC Sport pe Twitter